# 새만금포항고속도로지선 (포항시)
새만금포항고속도로지선(새萬金浦項高速道路支線, 고속국도 제202호선)은 경상북도 포항시 북구 기계면을 기점으로, 포항시 북구 흥해읍을 종점으로 하는 대한민국의 고속도로이며 새만금포항고속도로의 지선이다. 대통령령에 지정된 고속도로 노선이고 타당성조사를 했지만 현재 고속도로 공사에 착공을 하지 않았다.

## 연혁
- 2002년 12월 5일 : 경상북도 포항시 기계면 ~ 흥해읍 구간을 고속국도 제202호선 익산포항고속도로지선(익산 ~ 포항선의 지선)으로 지정[1]
- 2015년 3월 27일 : 국토교통부고시로 기점을 '경상북도 포항시 북구 기계면 현내리', 종점을 '경상북도 포항시 북구 흥해읍 유한리'로 명시[2]
- 2018년 9월 27일 : 노선명을 '익산포항고속도로지선'에서 새만금포항고속도로지선으로 변경[3]

## 구성
차로수
- 전 구간 왕복 4차로

총연장
- 24km

제한속도
- 미정

## 나들목 · 분기점
- 여기서 숫자는 진출입교차점 (IC 및 JC) 번호를 말하고, TG는 요금소 (tollgate), SA는 (Service Area)를 뜻한다. 나들목의 이름은 현재 가칭으로 명칭은 추후 변경될 수 있다.
- 거리의 단위는 km이다.

- 1 기계 분기점 (20호선 새만금포항고속도로)
- 2 신광 (국가지원지방도 제68호선)
- 3 흥해 (국도 제7호선)
- 4 청하 분기점 (65호선 동해고속도로)
- TG 신항만 요금소
- 5 신항만 (국가지원지방도 제20호선)

## 주요 통과지
경상북도
- 포항시 북구 (기계면 - 신광면 - 흥해읍)

## 같이 보기
- 새만금포항고속도로
- 새만금포항고속도로지선 (익산 완주)